# Priscila (futebolista)
Priscila Faria de Oliveira (São Paulo, 10 de março de 1982), também conhecida como Pri Bolinha, é uma ex-futebolista brasileira, que atuava nas posições de meio-campista (futebol de campo) e ala/pivô (futebol de salão).
Vestiu a camisa da Seleção Brasileira nas duas categorias de futebol: salão e campo.
Na Seleção Brasileira de Futebol, conquistou o bronze no Mundial dos Estados Unidos em 1999 e o quinto lugar em 2003. Também conquistou o ouro na Copa América feminina de Futsal de 1998.
Considerada pelos Prêmios Futsal na época 2005/2006 a melhor jogadora do mundo do futebol de 5.

## Carreira
Começo no Brasil
Descobriu sua paixão e talento brincando na rua com os meninos do bairro até que, aos 11 anos, começa sua aventura no futsal, quando foi descoberta pela Associação Sabesp, um time paulista.
Aos 15 anos foi notada pela Portuguesa, na época na primeira divisão brasileira, à qual se junta enquanto aguarda completar seus 16 anos necessários para a estreia.
Em 1998, conquistou a Copa América com a Seleção Brasileira.
Em 1999, aos 17 anos, ela disputou seu primeiro Campeonato Mundial de Futebol Feminino nos Estados Unidos, conquistando a medalha de bronze com sua Seleção.
Experiência na Rússia
Aos 20 anos, recebeu uma oferta de uma equipe de futsal da Rússia (Aurora de São Petersburgo). Ela é a primeira jogadora brasileira de futsal a ir jogar no exterior. Na Rússia, ele venceu o campeonato nacional. No mesmo ano, disputou seu segundo campeonato mundial de futebol de 11 (Estados Unidos, 2003). A Copa do Mundo termina nas quartas de final, onde o Brasil é eliminado pela Suécia.
Após o Mundial, regressa à Rússia, onde joga uma temporada com a equipe Rossijanka, com quem conquista a primeira divisão.
Retorno ao Brasil
Depois de duas temporadas na Rússia, voltou ao Brasil para jogar em sua primeira equipe de futsal, a Associação Sabesp.
Ao final da temporada, foi convocada para disputar o primeiro campeonato sul-americano de futsal, em 2005. Com a camisa nacional de futsal conquista o ouro em competição internacional. Na temporada seguinte, ela foi nomeada "a melhor jogadora de futsal do mundo".
Em 2007, a ruptura do tendão de Aquiles a obrigou a parar por uma temporada e não poder responder à convocação da seleção brasileira de futsal para o Campeonato Sul-Americano.
A volta da lesão aconteceu com a camisa do Corinthians, com a qual jogou o top 11 do campeonato de futebol.
Na temporada de 2009, atuou pelo Kindermann/UnC/Caçador/Unimed.
Em dezembro de 2009, se transferiu ao Preci, da Itália.